# Sve najbolje (Mate Bulić)
Sve najbolje je prvi kompilacijski album hrvatskog glazbenika Mate Bulića.
Izašao je 2001. godine.

## Popis pjesama
1. Ej, sudbino sestro
2. Rod ljubavi
3. Žuta ruža
4. Bilo jednom
5. Čaša bila razbila se
6. Ej, kavano
7. Krila mladosti
8. Jednom ćeš i ti plakati
9. Pune čaše ispijam
10. Dodijalo pajdo
11. Pjevajte sa mnom
12. Okovi ljubavi
13. Ja još uvijek kao momak živim
14. Piva tica
15. Prokleta bila u ljubavi
16. Ne pjevajte o mom kraju
17. Vino i rakija
18. Koja gora Ivo
19. Bosa Mara
20. Trusa